# Серо Портеньо
Клуб „Серо Портеньо“ (на испански: Club Cerro Porteño) е сред най-популярните парагвайски футболни отбори. Той е от квартал Обреро на столицата Асунсион.
С 27 спечелени титли на Парагвай той се нарежда на 2-ро място по този показател след „Олимпия“.

## История
Серо Портеньо е основан на 1 октомври 1912 г. от Сусана Нуньес и други младежи. По онова време политическият живот в страната е много нестабилен, с непрекъсната вражда между 2-те водещи партии – Колорадската и Либералната. Като символ на обединението и приятелството между всички парагвайци основателите на отбора решават клубните цветове да са цветовете на 2-те партии – червен (Колорадската партия) и син (Либералната партия). По-късно, за да може екипът на отбора да се припокрива с цветовете на парагвайското знаме, за цвят на гащетата е избран белият.
Клубът е наречен на хълм, край който Парагвайската армия постига една от най-великите си победи. Битката се води между с аржентинци, родени в Буенос Айрес (т. нар. портеньос) в близост до хълма Мбае (на испански: Серо Мбае, след битката е известен като хълм Портеньо – Серо Портеньо) на 19 януари 1811 г. Въпреки че не получават подкрепление от испанците, чиято колония е страната, парагвайците успяват да надделеят над аржентинците.
„Серо Портеньо“ е известен като „отбор на народа“, защото голяма част от феновете му са представители на работническата класа, докато феновете на вечния враг „Олимпия“ са предимно от по-горните прослойки на обществото. Заради това се смята, че „Серо Портеньо“ е отборът с най-много привърженици в страната.
С годините „Серо Портеньо“ се утвърждава и се нарежда сред доминиращите отбори в Парагвай. За сметка на това обаче липсват международните успехи. Въпреки че има 32 участия на Копа Либертадорес най-доброто му представяне са 5-те 1/2-финала. От 4 участия на Копа Судамерикана „Серо Портеньо“ веднъж достига до 1/4-финал.

## Успехи
- Шампион на Парагвай (32): 1913, 1915, 1918, 1919, 1935, 1939, 1940, 1941, 1944, 1954, 1961, 1963, 1966, 1970, 1972, 1973, 1974, 1977, 1987, 1990, 1992, 1994, 1996, 2001, 2004, 2005, 2009 (Апертура), 2012 (Апертура), 2013 (Клаусура), 2015 (Апертура), 2017
- 2х шампион на Торнео Република: 1991 и 1995
- 6х Полуфинал за Копа Либертадорес: 1973, 1978, 1993, 1998, 1999, 2011
- 1х Четвъртфинал за Копа Судамерикана: 2004
- 1х Победител в Копа Либертадорес по мини-футбол: 2016

## Известни бивши играчи
| - Диего Гавилан - Едгар Барето - Жереми Нжитап - Кайетано Ре - Карлос Гамара - Ноцоми Хирояма - Роберто Кабаняс - Роберто Фернандес - Сантяго Салседо - Сатурнино Аруа - Серхио Гойкочеа - Фарид Мондрагон - Франсиско Арсе - Хулио дос Сантос |